# Carlos Eduardo de Oliveira Alves
Carlos Eduardo de Oliveira Alves, noto come Carlos Eduardo (Ribeirão Preto, 17 ottobre 1989), è un calciatore brasiliano, centrocampista del Cruzeiro.

## Carriera

### Club
Il 26 ottobre 2014 mette a segno cinque gol contro il Guingamp (2-7).

### Botafogo
Il Botafogo ha annunciato la firma dell'atleta nel luglio 2022, con un contratto valido fino alla fine del 2024. Ha iniziato a chiamarsi semplicemente Eduardo, usa il numero 33, e aveva precedentemente lavorato con l'allenatore del club, Luís Castro, all'FC Porto.
Nella sua prima stagione con il Botafogo, Eduardo ha giocato 14 partite, ha segnato tre gol e ha fornito un assist. Nel 2023, al suo secondo anno al Glorioso, si è distinto, con 49 partite, 12 gol e sette assist, ma ha avuto un forte calo di prestazioni nella parte finale del campionato brasiliano.
Nel 2024, ha iniziato la stagione sfidato dai tifosi del Botafogo dopo la perdita del titolo brasiliano. Tuttavia, ha segnato tre gol e fornito tre assist in 14 partite fino all'inizio di aprile di quell'anno.
Per un problema alla caviglia, ha saltato il Botafogo nella partita contro l'LDU, a Quito, nel secondo turno della Copa Conmebol Libertadores.

## Palmarès

### Competizioni nazionali
- Supercoppa saudita: 2

Al-Hilal: 2015, 2018
- Coppa della Corona del Principe saudita: 1

Al-Hilal: 2015-2016
- Coppa del Re dei Campioni: 1

Al-Hilal: 2016-2017
- Campionato saudita: 2

Al-Hilal: 2016-2017, 2017-2018
- Campionato brasiliano: 1

Botafogo: 2024

### Competizioni internazionali
- Coppa Libertadores: 1

Botafogo: 2024